# Франко-малагасийские войны
Франко-малагасийские войны (фр. Expédition de Madagascar; малаг. Ady Hova-Frantsay) — собирательное название ряда французских военных вторжений на Мадагаскар между 1883 и 1896 годами, которые привели к свержению правящего монарха Королевства Имерина и превращению Мадагаскара во  французскую колонию.

## Предпосылки
Европейские колониальные власти, в особенности британские и французские, хотели контролировать Мадагаскар, богатый остров со стратегическим положением на морском пути в Индию. Но Мадагаскар оказалось трудно подчинить из-за его размера, враждебности среди местных жителей и неподходящего климата. Имерина удалось установить свою власть над большей частью Мадагаскара и успешно координировать сопротивление захватчикам. Используя конкуренцию между Британией и Францией монархия сохраняла свою независимость. Когда ненавидящая иностранцев королева Ранавалуна I получила власть в 1828 году, было подорвано британское влияние. Её сын стал королём под именем Радама II в 1861 году. В качестве принца, он предоставил секретные концессии Жозефу-Франсуа Ламберу, французскому предпринимателю. Этот так называемый договор с Ламбером оказался невыгодным Мадагаскару, и в 1863 году король был убит. Отмена концессий привела к конфликту с Францией.

## Первая франко-малагасийская война
Франция напала на Мадагаскар в 1883 году с целью восстановить существовавшие ранее концессии. С подписанием договора Таматаве в январе 1886 года война прекратилась. Мадагаскар уступил Франции город Анциранана (до 1975 Диего-Суарес) на северном берегу острова и заплатил контрибуцию в 10 миллионов франков. Договор включал письмо с инструкциями, которое должно было прояснить договор, но которое не было представлено во французский парламент, когда он ратифицировал данный договор. Договор по существу давал Франции контроль над внешней политикой Имерины, и французское правительство использовало его для установления контроля над территорией Мадагаскара, но протекторат не был официально объявлен.

## Вторая франко-малагасийская война
Условия договора возмутили премьер-министра Райнилайаривуни, но были приняты. Монархия оказывалась в качестве марионетки со слабым контролем со стороны правительства во главе с премьер-министром. Ситуация быстро изменилась, когда его бывший союзник, Британия, признали французский протекторат над Мадагаскаром в 1890 году, в обмен на признание британского контроля над Занзибаром как часть политики разделения сфер влияния в Африке. С открытием Суэцкого канала стратегическое положение Мадагаскара снизилось. Это привело премьер-министра к началу подготовки к конфликту. Он направил полковника Шервинтона, своего европейского военного советника, в Европу для покупки вооружений. Французская администрация решила установить полный протекторат над островом, в связи с чем эвакуировала своих граждан с Мадагаскара. Активная враждебность начала проявляться 12 декабря 1894 года, когда французская морская пехота захватила Туамасину. Генерал Дюшен и его летучий отряд высадились в Махадзанге и прошли до столицы Антананариву, преодолев джунгли, мелкие реки, болезни и бездорожье. Королева Ранавалуна в действительности выигрывала от действий Франции и поддерживала свержение жесткого правления Райнилайаривуни. В конечном счете они достигли города и начали штурм в последнюю неделю сентября 1895 года.
Защитники размещались на главной дороге к столице и на юге города. Однако французский командир окружил город и начал ложную атаку на север города. Его основные силы атаковали восток города, командуя с холма откуда он мог обстреливать основные правительственные здания, включая дворец королевы. Три снаряда было выпущено по городу и малагасийская армия была разгромлена. Секретарь премьер-министра, Марк Рабибиоса, поднял белый флаг и вышел встретить французов. Генерал Дюшен вошел в город 1 октября и королева Ранавалуна подписала мирный договор, по которому Мадагаскар переходил под полный протекторат французского правительства. Его первый акт состоял в сложении с Райнилайаривуни полномочий премьер-министра. Мадагаскар был официально аннексирован Францией в 1896 году под надзором первого резидента генерала Лароша.
20 французских солдат погибло в бою и 6000 умерло от малярии и других болезней до окончания второй Франко-малагасийской войны.

## Конец монархии Имерины
После подавления восстания меналамба генерал Галлиени сверг королеву в 1897 году. 103-летняя династия Имерины прекратила своё существование. Королева Ранавалуна III была сослана на Реюньон и позднее в Алжир.